# Amiserica langbianensis
Amiserica langbianensis är en skalbaggsart som beskrevs av Ahrens 2003. Amiserica langbianensis ingår i släktet Amiserica och familjen Melolonthidae. Inga underarter finns listade i Catalogue of Life.